# Медоевич, Слободан
Слободан Медоевич (серб. Slobodan Medojević; родился 20 ноября 1990 года в Нови-Саде, СФР Югославия) — сербский футболист, полузащитник клуба «АЕЛ».

## Клубная карьера
Медоевич воспитанник футбольного клуба «Войводина». 2 мая 2007 года в матче против «Младости» он дебютировал в чемпионате Сербии. Почти весь следующий сезон Слободан пропустил из-за высокой конкуренции. Только в сезоне 2009/2010 он стал одним из ключевых футболистов команды. 16 августа 2009 года в поединке против «Хайдука» из Кулы Медоевич забил свой первый гол за клуб.
В январе 2012 года Слободан подписал контракт с немецким «Вольфсбургом». Сумма трансфера составила 2,5 млн. евро. 31 марта 2013 года в матче против «Нюрнберга» Медоевич дебютировал в Бундеслиге.
Летом 2014 года Слободан перешёл в франкфуртский «Айнтрахт», подписав контракт на три года. 14 сентября в матче против «Аугсбурга» он дебютировал за новую команду. 21 ноября в поединке против леверкузенского «Байера» Медоевич забил свой первый гол за «Айнтрахт».

## Карьера в сборной
Медоевич выступал за сборную страны различных возрастов. Он также принимал активное участие в отборочной компании на молодёжный чемпионат Европы в Израиле, приняв участие в 10 матчах молодёжной сборной Сербии.

## Достижения
- Финалист Кубка Германии (1): 2016/17